# Genhe
Genhe (根河市S, GēnhéP) è una città-contea della Mongolia Interna, regione autonoma della Cina. Essa è amministrata dalla prefettura di Hulunbuir.